# Gingerbreadd
Gingerbreadd è il primo (e unico) album discografico da solista del chitarrista e cantautore statunitense Maury Muehleisen, pubblicato dalla casa discografica Capitol Records nel 1970.

## Tracce
Lato A
Testi e musiche di Maury Muehleisen.
1. A Song I Heard – 2:51
2. Mister Bainbridge – 2:18
3. Wintry Morning/Joanne – 2:45
4. Free to Love You – 2:33
5. That's What I Like – 4:12
6. Elena – 3:29

Lato B
Testi e musiche di Maury Muehleisen.
1. Rocky Mountains – 3:03
2. (Love Is) Just a Passing Thing – 3:15
3. One Last Chance – 4:18
4. Eddie – 3:10
5. I Have No Time – 2:58

## Musicisti
A Song I Heard
- Maury Muehleisen - voce, chitarra acustica
- Eric Weissberg - chitarra acustica
- T.P. West - pianoforte
- Joe Macho - basso
- Gary Chester - batteria
- Ed Freeman - arrangiamenti

Mister Bainbridge
- Maury Muehleisen - voce, chitarra acustica

Wintry Morning/Joanne
- Maury Muehleisen - voce, chitarra acustica
- T.P. West - pianoforte
- Joe Macho - basso
- Ed Freeman - arrangiamenti

Free to Love You
- Maury Muehleisen - voce, chitarra acustica
- Sal Detroia - chitarra elettrica
- T.P. West - pianoforte
- Joe Macho - basso
- Gary Chester - batteria

That's What I Like
- Maury Muehleisen - voce, chitarra acustica
- T.P. West - pianoforte
- Joe Macho - basso
- Gary Chester - percussioni

Elena
- Maury Muehleisen - voce, chitarra acustica
- Sal Detroia - chitarra acustica

Rocky Mountains
- Maury Muehleisen - voce, chitarra acustica
- David Bromberg - chitarra elettrica, arrangiamento
- Eric Weissberg - chitarra pedal steel, banjo, chitarra acustica
- Joe Macho - basso
- Al Rodgers - batteria
- Perry Cashman - accompagnamento vocale, cori
- T.P. West - accompagnamento vocale, cori

(Love Is) Just a Passing Thing
- Maury Muehleisen - voce, pianoforte
- Eric Weissberg - chitarra acustica
- T.P. West - pianoforte elettrico
- Joe Macho - basso
- Gary Chester - batteria
- Ed Freeman - arrangiamento

One Last Chance
- Maury Muehleisen - voce, chitarra acustica
- Sal Detroia - chitarra elettrica
- Jim Ryan - chitarra elettrica
- T.P. West - pianoforte
- Joe Grim - sassofono soprano
- Joe Macho - basso
- Gary Chester - batteria
- Pete Dino - arrangiamento

Eddie
- Maury Muehleisen - voce, chitarra acustica

I Have No Time
- Maury Muehleisen - voce, chitarra acustica
- Sal Detroia - chitarra
- T.P. West - pianoforte
- Joe Macho - basso
- Gary Chester - batteria
- Pete Dino - arrangiamento

Note aggiuntive
- Terry Cashman e Tommy West - produttori
- Registrato e mixato al The Hit Factory di New York City, New York (Stati Uniti)
- Edison Youngblood, Joe Zagarino e Art Polhemus - ingegneri delle registrazioni
- Henry Glasse - art direction e design album
- Paul Wilson - fotografie[2]